# Barbados-Finlândia em futebol
Histórico dos resultados dos confrontos de futebol entre Barbados e Finlândia:
| Data                  | Cidade              | Jogo                 | Resultado | Competição | Referências |
| 26 de janeiro de 2003 | Bridgetown Barbados | Barbados - Finlândia | 0-0       | Amistoso   | [ 1 ]       |

## Estatísticas
Até 8 de janeiro de 2019
| Casa | Fora | Total | Barbados- Finlândia | Total | Fora | Casa |
| ---- | ---- | ----- | ------------------- | ----- | ---- | ---- |
| 1    | 0    | 1     | Jogos               | 1     | 1    | 0    |
| 0    | 0    | 0     | Vitórias            | 0     | 0    | 0    |
| 1    | 0    | 1     | Empates             | 1     | 1    | 0    |
| 0    | 0    | 0     | Derrotas            | 0     | 0    | 0    |
| 0    | 0    | 0     | Golos marcados      | 0     | 0    | 0    |
| 0    | 0    | 0     | Golos sofridos      | 0     | 0    | 0    |

## Detalhes
| 26 de janeiro de 2003 | Barbados | 0 – 0     | Finlândia | Estádio Nacional de Barbados, Bridgetown |
|                       |          | Relatório |           |                                          |